# Liste de fromages finlandais

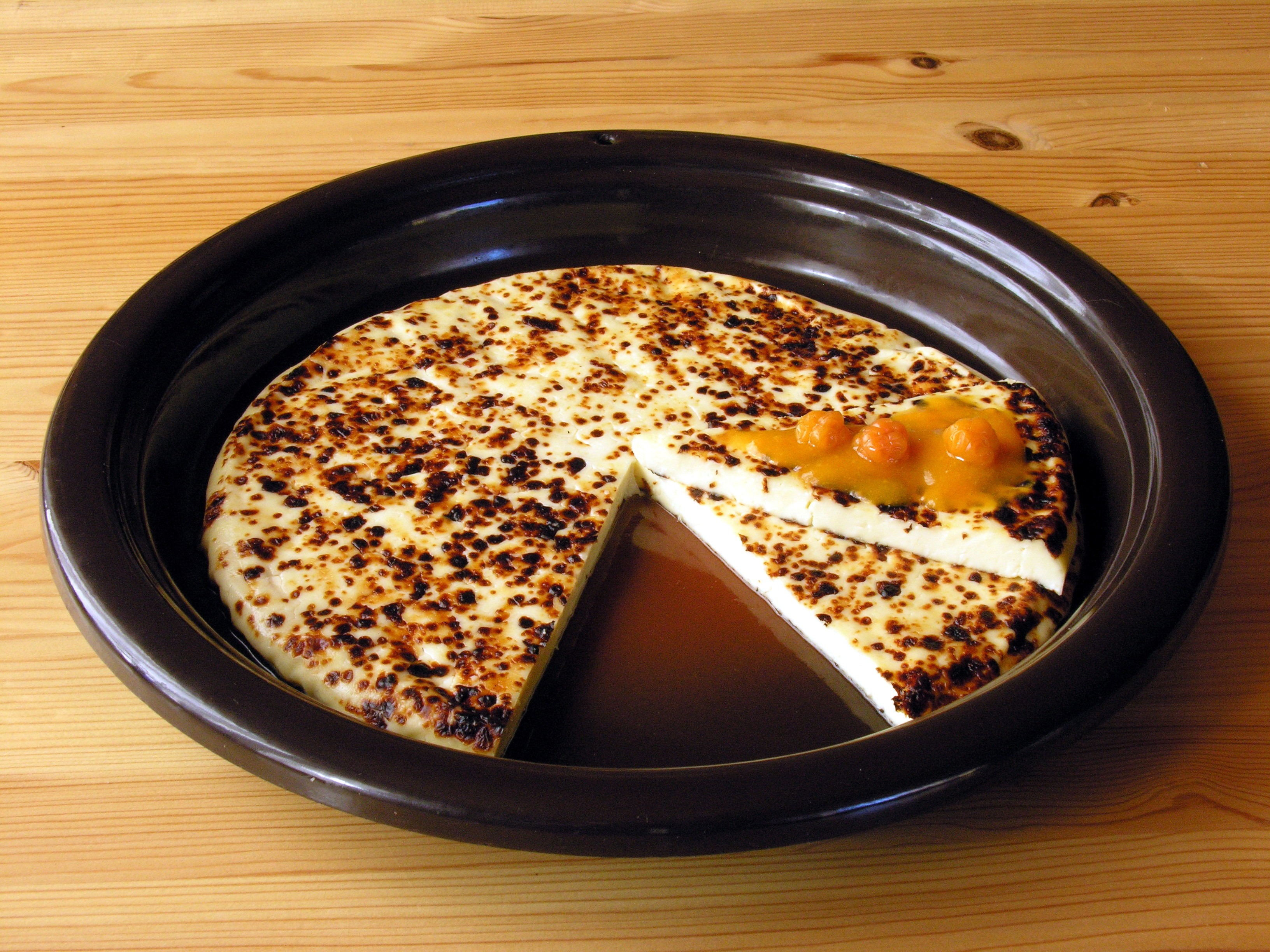
Leipäjuusto, dont une part avec de la confiture de plaquebière.

Les fromages finlandais sont les fromages fabriqués en Finlande. Fromage se dit  juusto en finnois. Il existe une tradition ancienne de fabrication de fromages en Finlande.  Les Finlandais sont les troisièmes plus gros consommateurs de fromage dans le monde.

## Liste de fromages finlandais
- Aura, fromage bleu
- Finnlapi, une pâte pressée cuite au lait de chèvre
- Kotijuusto
- Leipäjuusto ou Juustoleipä, un fromage à la texture particulière, existant aussi aux États-Unis[3],[4]